# Панатінаїкос (баскетбольний клуб)
Панатінаїкос (грец. Παναθηναϊκός) — баскетбольний клуб у місті Афіни, Греція.
Баскетбольний клуб «Панатінаїкос» заснований в 1937 році. З початку 40-х років клуб став провідним у грецькому баскетболі, завоювавши впродовж 70 років численні титули. З початку 70-х «Панатінаїкос» почав регулярно виходити у півфінал Європейської першості, але чемпіоном Європи в перший раз команда стала тільки в 1996 році (перемігши у фіналі Барселону з рахунком 67-66). У період 1997—2009 років «Панатінаїкос» чотири рази виграв Європейську першість. У 1996 році «Панатінаїкос» виграв Інтерконтинентальний кубок з баскетболу. 2011 року команда вшосте за свою історію стала чемпіоном Євроліги.
Успішні виступи клубу в останні роки більшість спортивних оглядачів пов'язує з особистістю тренера команди — Желько Обрадовичем.

## Сезон 2009-10
У фіналі А1 сезону 2009-2010 Панатінаїкос зустрівся із Олімпіакосом. Через зіткнення фанатів на трибунах четверту фінальну зустріч грецької першості зупинили за хвилину до кінця. Фанати Олімпіакоса намагались прорватися на арену, їх зупинив загін спецпризначення за допомогою сльозогінного газу. Під час матчу на майданчик неодноразово летіли димові шашки та петарди. У суддівську бригаду мало не потрапила сигнальна ракета. Зрештою арбітри зупинили зустріч за рахунку 50:42, і оскільки «Панатінаїкос» до цього матчу вів в серії 2-1, клуб визнали чемпіоном Греції. Для Панатінаїкоса цей титул став 31-м в історії клубу і 8 поспіль.

## Досягнення
- Євроліга — 7 перемог — 1996, 2000, 2002, 2007, 2009, 2011, 2024;
- Інтерконтинентальний кубок з баскетболу — 1 перемога — 1996;
- A1 Етнікі — 40 перемог — 1946, 1947, 1950, 1951, 1954, 1961, 1962, 1967, 1969, 1971, 1972, 1973, 1974, 1975, 1977, 1980, 1981, 1982, 1984, 1998, 1999, 2000, 2001, 2003, 2004, 2005, 2006, 2007, 2008, 2009, 2010, 2011, 2013, 2014, 2017,[5] 2018, 2019, 2020, 2021, 2023—24;
- Кубок Греції з баскетболу — 21 перемога — 1979, 1982, 1983, 1986, 1993, 1996, 2003, 2005, 2006, 2007, 2008, 2009, 2012, 2013, 2014, 2015, 2016, 2017, 2019, 2021, 2025;
- Потрійна корона з баскетболу — 2 перемоги — 2007, 2009.

## Відомі гравці
- Фрагіскос Альвертіс
- Ліверіс Андріцос
- Нікос Будуріс
- Фаніс Христодулу
- Дімос Дікудіс
- Нікос Економу
- Нікос Галіс
- Панайотіс Яннакіс
- Мемос Іоанну
- Йоргос Калетзіс
- Йоргос Колокітас
- Апостолос Контос
- Джон Корфас
- Такіс Коронеос
- Христос Міріуніс
- Лазарос Пападопулос
- Дімітріс Папаніколау
- Костас Патавукас
- Костас Політіс
- Девід Стергакос
- Дзаніс Ставракопулос
- Йоргос Карагутіс
- Іоанніс Яннуліс
- Вангеліс Вуртзуніс
- Йоргос Балоянніс
- Аргіріс Педулакіс
- Дімітріс Дімакопулос
- Аргіріс Папапетру
- Федон Матфеу
- Нікос Хатзівреттас
- Васіліс Спануліс
- Марчело Нікола
- Хуан Ігнаціо Санчес
- Хуго Сконочіні
- Арьян Комазец
- Дамір Мулаомаверовіч
- Нікола Пркачін
- Діно Раджа
- Стойко Вранковіч
- Андрія Жижич
- Джон Амечі
- Айвар Куусмаа
- Тіїт Соок
- Патрик Фемерлінг
- Мікаель Кох
- Одед Катташ
- Фердинандо Жентіль
- Робертас Явтокас
- Рамунас Шишкаускас
- Шарунас Ясікевічіус
- Владо Шчепановіч
- Нікола Пековіч
- Деян Бодірога
- Ярко Паспаль
- Мірослав Печарскі
- Желько Ребрача
- Деян Томашевич
- Мілош Вуянич
- Яка Лакович
- Сані Бечирович
- Ферран Мартінез
- Ібрагім Кутлуай
- Олександр Волков
- Ентоні Евент
- Лонні Бекстер
- Родні Буфорд
- Антоніо Девіс
- Тоні Делк
- Байрон Дінкінс
- Едгар Джонз
- Аріель Макдональд
- Дерріл Міддлтон
- Трейсі Мюррей
- Джонні Роджерс
- Джон Сейлі
- Байрон Скотт
- Домінік Вілкінс
- Кеннеді Вінстон